# Jean-Louis II d'Anhalt-Zerbst
Jean-Louis II d'Anhalt-Zerbst (né le 23 juin 1688, à Dornbourg – 5 novembre 1746, à Zerbst), fut un prince allemand de la maison d'Ascanie et un souverain de la principauté Anhalt-Dornbourg. Après 1742 il règne également sur la principauté d'Anhalt-Zerbst.

## Biographie
Jean-Louis II est le fils aîné de Jean-Louis Ier d'Anhalt-Dornbourg, et de son épouse Christine-Éléonore de Zeutsch. Il succède à son père comme prince d'Anhalt-Dornbourg en 1704 et règne conjointement avec ses frères Jean-Auguste (mort en 1709), Christian-Auguste, Christian-Louis (mort en 1710) et Jean-Frédéric (mort en 1742), mais en sa qualité d'aîné il exerce le Senoriat sur eux.
En 1720 il est nommé Oberlanddrostes de Jever et exerce cette fonction pendant les 22 ans années suivantes; pendant ce temps il ordonne l'édification de la Stadtkirche de Jever qui est finalement inaugurée en 1736. À la mort sans héritier en 1742 de son cousin Jean-Auguste d'Anhalt-Zerbst, ils deviennent avec son seul frère survivant, Christian-Auguste, les souverains de la totalité de la principauté d'Anhalt-Zerbst. Afin d'administrer la principauté il transfère sa résidence à Zerbst. Jean-Louis II était resté célibataire et il meurt après seulement quatre années de règne. Après sa mort son frère et corégent Christian-Auguste lui succède.